# Le Chauchet
Le Chauchet is een gemeente in het Franse departement Creuse (regio Nouvelle-Aquitaine) en telt 107 inwoners (2009). De plaats maakt deel uit van het arrondissement Aubusson.

## Geografie
De oppervlakte van Le Chauchet bedraagt 10,4 km², de bevolkingsdichtheid is dus 10,3 inwoners per km².

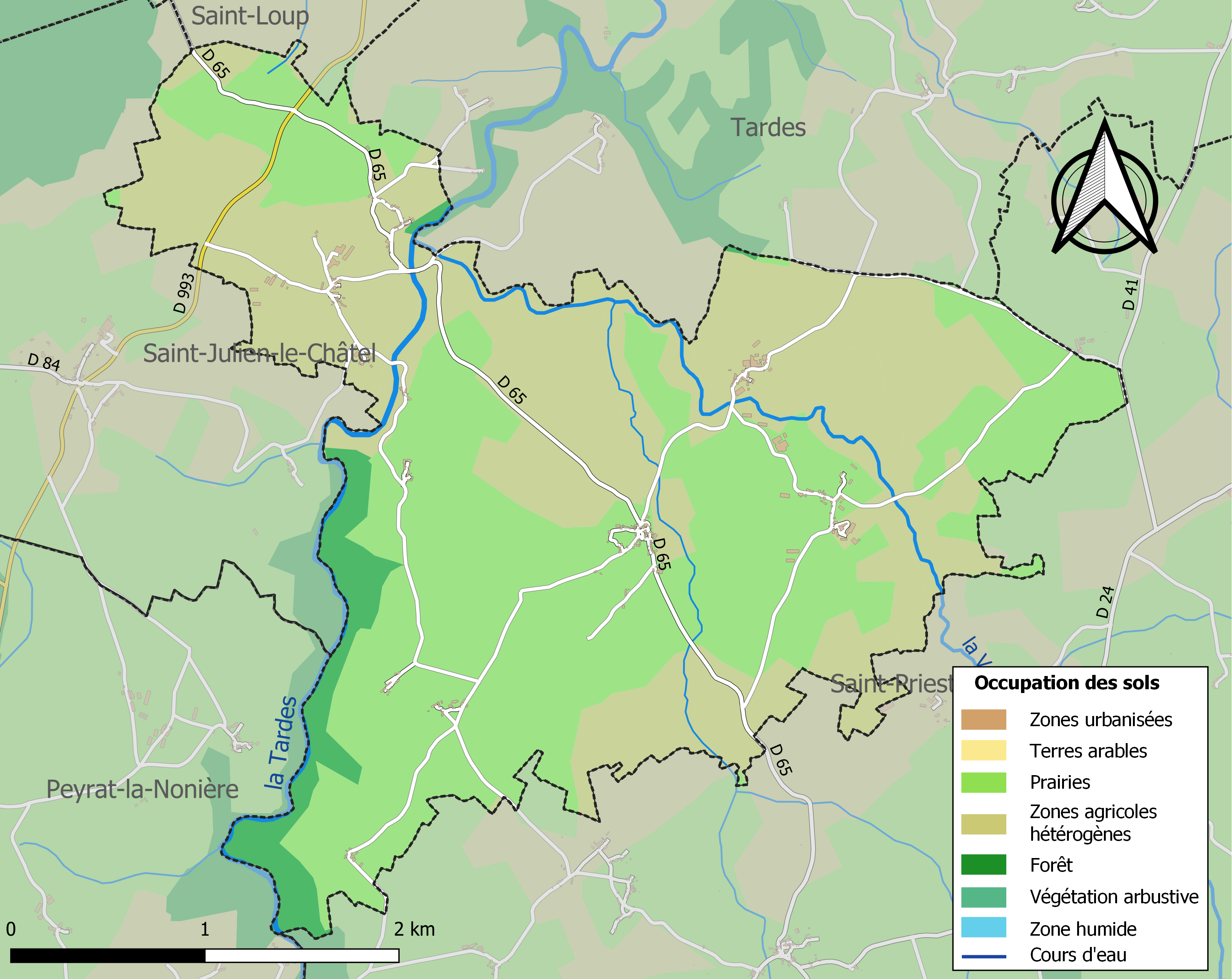
Kaart van de gemeente met de belangrijkste infrastructuur, bodemgebruik en omliggende gemeenten

## Demografie
Onderstaande figuur toont het verloop van het inwonertal (bron: INSEE-tellingen).

1. ↑  Populations de référence 2022.